# Ioan Bălan

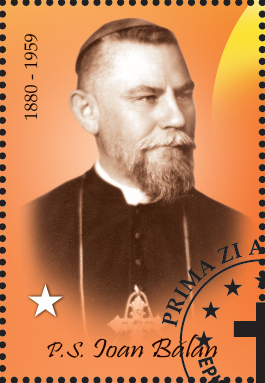
Bischof Ioan Bălan (Gedenkbriefmarke)

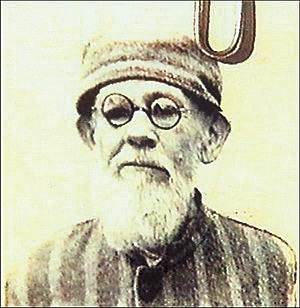
Ioan Bălan als Häftling

Ioan Bălan (* 11. Februar 1880 in Teiuș (ungarisch: Tövis), Komitat Unterweißenburg, Österreich-Ungarn; † 4. August 1959 in Bukarest) war rumänisch-griechisch-katholischer Bischof des Bistums Lugoj (deutsch: Lugosch) in Rumänien.

## Leben
Das zehnte von zwölf Kindern einer Bauernfamilie besuchte die Grundschule des Heimatorts und anschließend das Gymnasium in Blaj. Nach dem Abitur studierte er in Budapest und wurde am 7. Juli 1903 zum Priester des Zölibats geweiht. Zu weiterem Studium reiste er nach Wien. Er war Pfarrer und Dekan (Erzpriester) in Bukarest.
Am 29. August 1936 wurde er als Nachfolger von Alexandru Nicolescu, der Erzbischof von Bistums Făgăraș wurde, zum Bischof von Lugoj ernannt. Konsekriert wurde er am 18. Oktober 1936 in der Kathedrale von Lugoj durch Erzbischof Alexandru Nicolescu. Mitkonsekratoren waren Iuliu Hossu der Bischof von Gherla, Armenopoli, Szamos-Újvár und Alexandru Rusu der Bischof von Maramureș.
Nach dem Verbot der rumänischen griechisch-katholischen Kirche durch die Kommunisten wurde er am 29. Oktober 1948 verhaftet und mit anderen Bischöfen in Dragoslavele eingesperrt. Über viele Jahre hinweg war er inhaftiert oder stand unter Arrest. Von 1950 bis 1955 war er im berüchtigten Gefängnis Sighet inhaftiert, vor Gericht gestellt und zu 25 Jahren Zwangsarbeit verurteilt. Das Urteil wurde an dem inzwischen 75-Jährigen aber nicht vollstreckt, er stand bis zu seinem Tode unter Hausarrest in den rumänisch-orthodoxen Klöstern Ciorogârla und Căldărușani, in der Nähe von Bukarest.
Schwerkrank verstarb er am 4. August 1959 im Krankenhaus in Bukarest. Er wurde auf dem katholischen Friedhof Bellu in Bukarest beigesetzt.

## Seligsprechungsverfahren
Für Ioan Bălan wurde das Verfahren zur Seligsprechung eingeleitet. In dessen Verlauf erkannte Papst Franziskus am 19. März 2019 das Martyrium Bălans und sechs weiterer in der kommunistischen Kirchenverfolgung umgekommener Bischöfe als Voraussetzung für die Seligsprechung an. Der Papst selbst sprach ihn am 2. Juni 2019 in Blaj selig.